# Союзмаркштрест
Государственный всесоюзный топографо-маркшейдерский трест «Союзмаркштрест» — существовавший в 1940—1992 годах государственный трест, занимавшийся топографо-геодезическим и маркшейдерским обеспечением работ на месторождениях полезных ископаемых. Осуществлял полный цикл работ в области аэрофотосъемки, фотограмметрии, картографии. Головное отделение располагалось в Ленинграде. Ликвидирован 1 апреля 1992 года, основное имущество передано современному АО ЦЕНТР «Севзапгеоинформ».

## История
В 1930 году в Ленинграде для выполнения работ в области маркшейдерско-геодезического обеспечения горных работ был создан трест «Гормаркбюро», который бел передан в подчинение Народному комиссариату местной промышленности РСФСР. В 1935 трест переименован в «Горнотехтрест», в 1939 году — преобразован в «Геолмаркштрест» и передан в подчинение Народному комиссариату промышленности строительных материалов РСФСР. На базе маркшейдерского отдела этого треста было решено сформировать организацию, которая будет выполнять работы на месторождениях полезных ископаемых по всему Союзу.
Постановлением СНК СССР от 20 июля 1940 года в составе Народного комиссариата угольной промышленности СССР был образован Государственный всесоюзный топографо-маркшейдерский трест «Союзмаркштрест».
В июле 1941 года — декабре 1943 года организация временно была расформирована. С 8 декабря 1943 года деятельность Союзмаркштреста была возобновлена. Организация была в непосредственном подчинении Главного управления по разведке угля Наркомугля СССР. Основная деятельность в этот период — геолого-разведочные работы для месторождений углей и горючих сланцев, составление геолого-промышленных, литологических, геологических карт.
В состав Союзмаркштреста на этом этапе входили отделения: Ленинградское, Московское, Львовское, Украинское, Южно-Украинское, Грузинское, Уральское, Среднеазиатское, Западно-Сибирское, Красноярское, Восточно-Сибирское, Дальневосточное, Сахалинское; Ленинградская экспедиция, Московское картографическое предприятие.
В период с 1946 по 1956 годы были систематизированы топографо-геодезические материалы для угольных бассейнов СССР, осуществлен перевод всей маркшейдерской документации в государственную систему координат СК-42.
В 1957 году передан в подчинение Главгеологии РСФСР. В связи с этим часть подразделений, расположенных в других союзных республиках (Южно-Украинское отделение, партии в Грузии и Средней Азии) были переданы другим организациям. Новой задачей треста стало выполнение геодезических, топографических, маркшейдерских работ при изысканиях всех видов полезных ископаемых по заявкам территориальных геологических организаций Главгеологии РСФСР.
В 1965 году трест передан в подчинение Главному управлению геодезии и картографии в составе Мингео СССР (с 1967 года — при Совете Министров СССР) . В основную деятельность организации также добавилось проведение топографо-геодезических работ для целей государственного картографирования территории страны, а также паспортизация подземных и наземных коммуникаций в городах. В этот момент в организации существовал ряд экспедиций:
- Ленинградская;
- Подмосковная (г. Тула);
- Северо-Кавказская (г. Ростов-на-Дону);
- Печорская (г. Воркута) — в 1975 году объединена с Ленинградской экспедицией;
- Сибирская (г. Кемерово);
- Забайкальская (г. Улан-Удэ) — передана в 1973 году другому предприятию;
- Дальне-Восточная (г. Хабаровск) — передана в 1975 году другому предприятию.

В 1972 году была сформирована еще одна экспедиция в г. Челябинск, в 1978 году создана экспедиция в Караганде.
С 1982 года трест назначен головной организацией маркшейдерской службы ГУГК для методического руководства и технического контроля производства маркшейдерских работ, выполняемых подразделениями ГУГК.
В 1988 году в составе треста на базе его экспедиций были сформированы Донбасское и Уральское топографо-маркшейдерские предприятия «Донбассмаркшейдерия» и «Уралмаркшейдерия». В 1989 году было сформировано предприятие «Северомаркшейдерия», куда вошла Ленинградская экспедиция.
С декабря 1991 года перешел в ведение ГУГК при Совете Министров РСФСР, предприятия в Донецке и Караганде перешли в ведение Кабинетов министров Украины и Казахстана.
Организация ликвидирована с 1 апреля 1992 года. На ее базе были сформированы самостоятельные топографо-геодезические предприятия: Центральное (г. Тула), Уральское (г. Челябинск), Кузбасское (г. Кемерово). Северное предприятие, расположенное в Санкт-Петербурге, в 1993 году было преобразовано в государственное предприятие "Северо-Западный региональный производственный Центр геоинформации и маркшейдерии (Центр «Севзапгеоинформ»), который является правопреемником организации.

## Производственная деятельность
- Создание опорных маркшейдерских сетей. Организация одной из первых стала применять сборные металлические геодезические знаки высотой до 25 метров. С 1959 года начато освоение светодальномеров для измерения расстояний. С 1968 года испытывались маркшейдерские светодальномеры ТД2 совместной разработки ВНИМИ, ГОИ и НИИ ВТС.
- Ориентирование подземных выработок. Передача плановых координат в шахты и ориентирование подземных маркшейдерских сетей. С начала 1950-х годов трест вел испытания и внедрения маркшейдерских гирокомпасов разработки ВНИМИ. С 1969 года начато применение гирокомпаса МВТ2[5].
- Съемки. Организация выполняла топографические съемки промплощадок горнопромышленных предприятий и подземных коммуникаций, съемки горных выработок, профильные съемки направляющих проводников и стенок стволов, рельсовых путей. Активно велось внедрение стереотопографической съемки в масштабах 1:10 000, 1:5 000, 1:2 000, к 1956 году ее доля составляла уже 80 % в общем объеме работ. В 1958—1959 годах в маркшейдерскую практику внедрена методика фототеодолитной съемки ВНИМИ для открытых горных работ. В 1961—1968 годах на производстве внедрена методика радиогеодезической привязки аэрофотоснимков.
- Геометризация и наблюдения за сдвижением. Выполнялся сбор и анализ материалов, построение чертежей, построение совмещенных разрезов, построение аксонометрических чертежей, интерпретирующих сведения о месторождении в многомерном пространстве. Работы по геометризации выполнялись до 1965 года. В наблюдениях за сдвижением выполнялось нивелирование реперов по программам различных классов точности. Наблюдения за горизонтальными смещениями выполнялись путем измерения расстояний между реперами наблюдательных станций.

## Известные сотрудники
- В 1935—1937 годах главным инженером Горнотехтреста работал Борис Иванович Никифоров (1908—1987), советский геодезист, профессор, разработчик маркшейдерских гирокомпасов[6];
- В 1937—1939 годах начальник геологического отдела Урало-Сибирского отделения Геолмаркштреста был Лев Николаевич Овчинников, советский геолог;
- В 1945—1949 годах старшим геодезистом Ленинградской экспедиции работал Спиридон Акинфович Коробков (1914—2007), советский геодезист, профессор, специалист в области уравнивания геодезических сетей;
- В годы Великой Отечественной войны Анатолий Петрович Казачек (1899—1967) по совместительству являлся управляющим и главным инженером Западно-Сибирского отделения.